# Iuliu Hirțea
Iuliu Hirțea (Vintere, 13 aprile 1914 – Oradea, 28 giugno 1978) è stato un vescovo cattolico rumeno della Chiesa greco-cattolica rumena.

## Biografia
Monsignor Iuliu Hirţea nacque a Vintere il 13 aprile 1914 in una famiglia di agricoltori.

### Formazione e ministero sacerdotale
Frequentò la scuola elementare nella sua città natale e poi la scuola superiore presso il collegio nazionale "Samuil Vulcan" di Beiuș. Nell'autunno del 1931 venne ammesso all'Accademia teologica cattolica di Oradea. Monsignor Valeriu Traian Frențiu nel 1935 lo mandò a studiare al Pontificio ateneo de Propaganda Fide di Roma. Risiedette presso il Pontificio collegio Pio-Romeno.
Il 17 maggio 1936 fu ordinato diacono per l'eparchia di Gran Varadino dei Rumeni da monsignor Valeriu Traian Frențiu. Il 25 marzo dell'anno successivo lo stesso lo ordinò presbitero nella cappella del Pontificio collegio Pio-Romeno. Il 7 giugno 1940 conseguì il dottorato summa cum laude in teologia biblica con una dissertazione su "La dottrina delle Scritture e il testo biblico S. Eucherii Lungdunensis".
Tornato in patria, dal 31 marzo 1940 al 28 febbraio 1941 operò nella parrocchia di Beiuș. Divenne poi segretario di monsignor Valeriu Traian Frențiu. Durante la seconda guerra mondiale lavorò nella pastorale parrocchiale a Oradea. Fu direttore spirituale dell'Accademia di Teologia dal 15 febbraio al 31 marzo 1946 e poi come assistente presso il Dipartimento di diritto e amministrazione ecclesiastica. Fu anche professore di religione nella scuola "Oltea Doamna". Grande oratore, partecipò più volte alle riunioni della società ASTRU di Timișoara, dove infuse ai giovani intellettuali romeni lo spirito cristiano cattolico. In questo collaborò con monsignor Ioan Suciu e con padre Titu Liviu Chinezu.
Nel contesto dell'istituzione del governo comunista e della frode elettorale nel 1946, nella quale la coalizione di sinistra prevalse grazie a una serie di brogli elettorali, continuò la sua attività didattica e pastorale. Attraverso i suoi sermoni, come monsignor Ioan Suciu, criticò le azioni del regime comunista ateo, invitando i fedeli a professare la propria fede. Pertanto, in seguito ad una conferenza tenuta alla Scuola normale di Oradea, nel 1947 fu arrestato. Fu interrogato per 15 mesi nel carcere della Securitate di Oradea. Venne rilasciato nel 1949. L'anno precedente le autorità comuniste avevano soppresso la Chiesa greco-cattolica rumena.

### Ministero episcopale
Nel 1949 papa Pio XII lo nominò vescovo ausiliare di Gran Varadino dei Rumeni e titolare di Nebbi. Ricevette l'ordinazione episcopale in segreto il 28 luglio dello stesso anno nella cappella della nunziatura apostolica di Bucarest dal vescovo di Savannah-Atlanta Gerald Patrick Aloysius O'Hara, reggente della nunziatura, coconsacranti il vescovo ausiliare di Lugoj Ioan Ploscaru e quello di Maramureș Ioan Dragomir. Dopo la morte di monsignor Valeriu Traian Frențiu, l'11 luglio 1952, venne nominato amministratore diocesano di Gran Varadino dei Rumeni. Venne nuovamente arrestato l'8 dicembre 1952 e sottoposto a sette mesi di interrogatorio. Il 6 luglio 1953, con la sentenza nº 1306, venne condannato a dodici anni di carcere per "rappresentanza della Chiesa illegale" e "alto tradimento per il Vaticano" insieme ad altri sette sacerdoti cattolici e uno studente.
Gravemente malato, fu rilasciato nel 1964 dopo un indulto. Seguì un trattamento di recupero dalla malattia che gli aveva colpito i polmoni in un sanatorio moldavo. Dopo la riabilitazione lavorò come impiegato presso la ditta "Vinalcool" di Oradea. Non poté partecipare al Concilio Vaticano II a causa dell'opposizione manifestata da parte delle autorità comuniste. Per lettera però assicurò a papa Paolo VI che la Chiesa greco-cattolica rumena avrebbe aderito fedelmente a Roma. Il papa gli chiese di non arrendersi a sostegno della riconquista della libertà di culto in Romania. Poiché dopo il rilascio cercò di riagganciare i contatti con il clero e con i fedeli greco-cattolici, nella primavera del 1966, la Securitate riaprì l'azione di informazione contro di lui e i suoi parenti, rimase collocato tra gli "elementi pericolosi".
Nonostante le sue cattive condizioni di salute, continuò a guidare la diocesi clandestinamente. Partecipò a riunioni segrete, ordinò sacerdoti e conferì i sacramenti. Fu un grande uomo di cultura, tutto il suo essere era caratterizzato da un forte desiderio di conoscenza in tutti i settori, sia nelle scienze religiose che in quelle profane. Era un eminente poliglotta e aveva cominciato a tradurre la Bibbia, desiderando pubblicare un'edizione critica in rumeno. Compì molti studi sul Vecchio Testamento, che aveva analizzato nelle versioni Vulgata, Italica, dei Settanta e altre. A causa dell'attività pastorale, riuscì a terminare solo una "Introduzione alla Sacra Scrittura".
Costretto a letto da due anni, morì nell'ospedale di Oradea il 28 giugno 1978 per una leucemia. Le esequie, organizzate dal canonico Coriolan Tămâian, suo storico collaboratore, si tennero nel cimitero di Rulikovsky a Oradea e furono presiedute in rito latino dal vicario generale Laszlo Hossu.
Il 13 maggio 2007 in occasione del 230º anniversario dell'erezione dell'eparchia la sua salma e quella di monsignor Valeriu Traian Frențiu furono traslate nella cattedrale di San Nicola.

## Genealogia episcopale
La genealogia episcopale è:
- Cardinale Scipione Rebiba
- Cardinale Giulio Antonio Santori
- Cardinale Girolamo Bernerio, O.P.
- Arcivescovo Galeazzo Sanvitale
- Cardinale Ludovico Ludovisi
- Cardinale Luigi Caetani
- Cardinale Ulderico Carpegna
- Cardinale Paluzzo Paluzzi Altieri degli Albertoni
- Papa Benedetto XIII
- Papa Benedetto XIV
- Cardinale Enrico Enriquez
- Arcivescovo Manuel Quintano Bonifaz
- Cardinale Buenaventura Córdoba Espinosa de la Cerda
- Cardinale Giuseppe Maria Doria Pamphilj
- Papa Pio VIII
- Papa Pio IX
- Cardinale Raffaele Monaco La Valletta
- Cardinale Francesco Satolli
- Cardinale Dennis Joseph Dougherty
- Vescovo Gerald Patrick Aloysius O'Hara
- Vescovo Iuliu Hirțea